# Sidi M'Hamed (Alger)
Sidi M'Hamed (în arabă سيدي امحمد) este o comună din provincia Alger, Algeria.
Populația comunei este de 67.873 de locuitori (2008).